# Luperina incallida
Luperina incallida är en fjärilsart som beskrevs av Walker 1856. Luperina incallida ingår i släktet Luperina och familjen nattflyn. Inga underarter finns listade i Catalogue of Life.